# Lejodde
Lejodde er en strandeng på ca. 40 ha, som ligger nord for Korsør ud mod Storebælt. Området består af kyst, overdrev, enge og en sø, "Lejsø". Der eksisterer her en enestående flora og saltvandstålende planter. Herudover rummer Lejodde et rigt fugleliv, som har medført at området er blevet udnævnt til EF-fuglebeskyttelsesområde, og er en del af Natura 2000-område nr. 116 Centrale Storebælt og Vresen. 
Lejodde er et vigtigt yngle- og rasteområde for terner, vadefugle og andefugle. Lejsø er en lavvandet sø der har et areal  på ca 18,6 hektar med en  dybde på op til  0,6 meter og en middeldybde på 0,2 meter.
Området er privatejet, men der er adgang for offentligheden.
Flere af de ynglende fuglearter er truede. Af den årsag har offentligheden ikke adgang til området i fuglenes yngleperiode fra den 1. marts – 31. juli 
Tidligere har området ligget ubenyttet hen, men bruges nu som græsgang for heste og kreaturer.